# Borodino (oblast Moskou)
Borodino (Russisch: Бородино, [bʌrədʲi'no.]) is een Russisch dorp (selo) in de oblast Moskou, aan de rechteroever van de rivier de Moskva, 124 kilometer ten westen van Moskou en zo'n 12 kilometer ten westen van Mozjajsk. Borodino ligt ten noorden van de 'nieuwe weg' Smolensk-Moskou en ten zuiden van de oude.
Het dorp kent een grote naamsbekendheid omwille van de Slag bij Borodino die er geleverd werd op 7 september (o.s.: 26 augustus) 1812. Ter nagedachtenis aan de overwinning zijn er een monument en museum opgericht. Deze slag komt uitgebreid aan de orde in Oorlog en vrede van Lev Tolstoj.
In 1912 werd door de Franse regering een monument geschonken aan Rusland, ter herdenking aan de slag op dat moment bijna 100 jaar geleden. Het 34 ton zware monument gaat echter op de Noordzee voor de Nederlandse kust bij Ouddorp ten onder met het Deense schip Kursk. Vermoedelijk is het kolossale beeld gaan schuiven tijdens de storm, waardoor de Kursk naar de bodem verdween. Het was de bedoeling dat dit monument in Borodino zou worden opgericht. Later is een ander monument geplaatst.